# 佐伯裕子
佐伯 裕子（さえき ゆうこ、1947年6月25日 -  ）は、日本の歌人。歌誌「未来」選者。「未来」では、さいとうなおこより4歳下で、4年後に入会した。同年代では、「かりん」の日高堯子らと交流がある。また、少し若い世代では藤原龍一郎に門下の歌集の栞を頼むなどの友好関係がある。父方の祖父は大日本帝国陸軍大将で、A級戦犯として処刑された土肥原賢二。

## 経歴
- 1947年、東京都杉並区に生まれる。
- 1970年、学習院大学文学部国文学科卒業。同大学経済学部研究室助手として勤務。
- 1972年、結婚。のち2児をもうける。
- 1976年、歌誌「未来」に入会、近藤芳美に師事。前田透が選者をしていたミセス（文化出版局）の短歌欄に投稿[2]。
- 1983年、未来賞受賞。未来で古典歌謡をテーマに岡井隆・柳川創造が1月から始めた合評に6月から参加[3]。
- 1988年、牙（牙短歌会）に「悪魔の贈物・保田輿重郎」を１年間連載
- 1990年、未来エッセイ賞受賞
- 1991年、現代歌人協会入会
- 1992年、歌集『未完の手紙』にて第2回河野愛子賞受賞。
- 1993年、「秀歌賛歌」を毎日新聞に連載。「春億万の花のなか・前川佐美雄論」を綱手（綱手短歌会）に連載。日本文芸家協会に入会。
- 1994年、「きらめきの短歌」を清流（清流出版）1994年8月から連載。「新潮歌壇」を産業新潮（産業新潮社）で連載開始。
- 1997年、「夢の時間」を清流（清流出版）に1997年8月から連載。「死のうた生のうた」を禅文化（禅文化研究所）で連載開始。
- 2004年、「短歌表現とその時代　一葉に導かれて」を短歌往来（ながらみ書房）に連載開始。
- 2010年、「なつかしい歌のこと」を短歌（角川）に連載開始。
- 2011年、Eテレ「NHK短歌」選者
- 2012年、2013年、2015年、2017年、Eテレ「短歌de胸キュン 」[4]選者
- 2014年、歌集『流れ』にて第40回日本歌人クラブ賞受賞。第６回中城ふみ子賞選者[5]。
- 2021年、「今日の居場所」20首で第57回短歌研究賞受賞。

現在、歌誌「未来」選者、学習院生涯学習センター講師、新宿朝日カルチャーセンター講師、NHK短歌「短歌de胸キュン」 選者などを務める。未来短歌会理事。未来の選歌は「月と鏡集」欄。未来の不忍歌会などに参加。

## 著書

### 歌集
- 『春の旋律』ながらみ書房、1985年
- 『未完の手紙』ながらみ書房、1991年
- 『あした、また』河出書房新社、1994年
- 『寂しい門』短歌新聞社、1999年
- 『現代短歌文庫 佐伯裕子歌集』(未完の手紙（全篇）、春の旋律（抄）、あした、また（抄）、寂しい門（抄）)　砂子屋書房、2000年
- 『ノスタルジア』北冬舎、2007年
- 『みずうみ』北冬舎、2007年
- 『流れ』短歌研究社、2013年　ISBN 978-4-86272-258-4、第40回日本歌人クラブ賞
- 『感傷生活』砂子屋書房, 2018年 ISBN 978-4-7904-1688-3

### 歌論・随筆・対談(書籍)
- 『影たちの棲む国』北冬舎、1996年
- 『ひたくれなゐに生きて』斎藤史との対談、ほかに俵万智・道浦母都子 河出書房新社、1998年
- 『斎藤史の歌』雁書館、1998年
- 『家族の時間』北冬舎、2002年
- 『生のうた死のうた』禅文化研究所、2006年
- 「届かない五行詩」『詩人　北村太郎』佐伯裕子、鮎川信夫、石田衣良、北川透 ら、飛鳥新社、2012年
- 「税所敦子の歌の淵源」 『明治聖徳記念学会紀要』　明治聖徳記念学会、2013年

### 歌論・随筆（雑誌）
- 「齋藤史のセンス 新しさと調和」特集 もう一度ながめ直す 齋藤史, 短歌2006年5月号, 角川学芸出版,2006, ,ISSN 1342-5625
- 「時代別歌集解説・明治二 歌は歌に候」大特集 与謝野晶子 生誕130年,短歌2008年12月号, 角川学芸出版, 2008, ISSN 1342-5625
- 「わが歳月はうつくしからず--稲葉京子の「われ」を見つめる歌」禅文化216号,禅文化研究所, 2010, ISSN  0514-3012
- 「基調講演 「アララギ」「新泉」の出発--河野愛子へ」特集 シンポジウム再録 いま、読みなおす戦後短歌(2)第二芸術論の時代,短歌研究2010年6月号,短歌研究社,2011,  ISSN 1342-5633
- 「相庇ういのち互みに年経るに - 近藤芳美の「妻」の歌 」禅文化219号, 禅文化研究所, 2011, ISSN  0514-3012
- 「人ってときに墓なんですね - 笹井宏之の生命の歌」禅文化220号, 禅文化研究所, 2011,  ISSN  0514-3012
- 「影は清しもその形より - 石田比呂志の人生の歌 」	禅文化221号, 禅文化研究所,2011, ISSN  0514-3012
- 「骨の模型の連想ありて - 福田節子の闘病の歌」禅文化,222号, 禅文化研究所,2011, ISSN  0514-3012
- 「基調講演 「西欧」への指向 - 枡富照子・朝吹磯子・近藤芳美」特集 シンポジウム再録 今、読み直す戦後短歌(3)戦中からの視野,短歌研究2011年4月号, 短歌研究社,2011,  ISSN 1342-5633
- 「基調発言 戦後短歌の時間軸 : 阿部静枝・葛原妙子・齋藤史」特集 シンポジウム再録 今、読み直す戦後短歌(5)前衛前夜(2) ,短歌研究2012年７月号, 短歌研究社,2012,ISSN 1342-5633
- 「母もつひに土となりたり : 寺山修司の母の歌」禅文化223号, 禅文化研究所, 2012, ISSN 0514-3012
- 「あはれ幾春の花散りにけり : 斎藤史の歳月の歌」禅文化224号, 禅文化研究所, 2012, ISSN 0514-3012
- 「晶子の禅、かの子の禅」禅文化231号, 禅文化研究所, 2014, ISSN 	0514-3012
- 「第六回中城ふみ子賞記念講演再録 」短歌研究2015年2月号. 短歌研究社,ISSN 1342-5633

### 序・巻頭言・解説等
- 「日高尭子歌集」日高尭子,  解説「日高尭子のうた」佐伯裕子,砂子屋書房,2001年,ISBN 4-7904-0572-9
- 「今井恵子歌集」今井恵子, 解説「世界の断片をつなぐ」佐伯裕子, 砂子屋書房, 2008年, ISBN 978-4-7904-1067-6
- 「歌集　花」西村澄子, 「またなき老いの宴のために」佐伯裕子, 北冬舎, 2009年, ISBN 978-4-903792-18-7
- 「合同歌集　大空を探しに」 序：佐伯裕子, 短歌：西村澄子,飯尾陸子,向後陽子,平野邦子,永楽美智子,入江正夫,蘇武治子,秋山彩子,北村邦子, 北冬舎, 2010年,  ISBN 978-4-903792-26-2
- 「中川佐和子歌集」中川佐和子,  解説「「清新」から「重層」へ」佐伯裕子,砂子屋書房,2010年, ISBN 978-4-7904-1220-5
- 「小林幸子歌集」小林幸子, 解説「現実という蜃気楼」佐伯裕子（初出「晶」49号,2005）, 砂子屋書房, 2011年, ISBN 978-4-7904-1313-4
- 「佐波洋子歌集」佐波洋子, 解説 「佐波洋子歌集『羽觴のつばさ』」 佐伯裕子 （初出「日本歌人クラブ会誌「風」2008年4月）, 砂子屋書房,2011年, ISBN 978-4-7904-1314-1
- 「藍を走るべし―歌集 」大島史洋,解説「観念という硬質な若さ」佐伯裕子, 第1歌集文庫, 現代短歌社, 2012年, ISBN 978-4906846320
- 「源陽子歌集」源陽子, 解説「糸を引いてひかる歌」佐伯裕子（初出「透過光線」の栞。）, 砂子屋書房,2013年, ISBN 978-4-7904-1492-6
- 「藁色の律」,桐島杏子, 解説,佐伯裕子,短歌研究社, 2017年, ISBN 978-4-86272-518-9
- 「羅針盤」, 本川克幸, 解説 佐伯裕子, 砂子屋書房,2017年

## メディア出演
- NHK短歌（2017年度選者、第4週担当）